# Pagurus anachoretus
Pagurus anachoretus Risso, 1827 è un crostaceo decapode appartenente alla famiglia Paguridae. Vive solitario sulle rocce, vicino alla costa, nei primi metri di profondità. La sua caratteristica principale è la colorazione vivace e screziata.

## Distribuzione e habitat
Rinvenibile frequentemente nelle pozze di marea, tra le fanerogame mediterranee e nel piano fitale.